# Cross-drive analysis
Cross-drive analysis est une technique de criminalistique informatique (computer forensic) qui corrèle des informations trouvées sur de multiples disques durs.
Cette technique peut être utilisée pour identifier des réseaux sociaux et pour détecter des anomalies.